# Bruna Colombetti-Peroncini
Bruna Giulia Colombetti-Peroncini (Milano, 27 gennaio 1936 – Milano, 26 luglio 2008) è stata una schermitrice e maestra di scherma italiana, specializzata nel fioretto. Ha vinto una medaglia di bronzo nella scherma ai Giochi olimpici.

## Biografia
Nipote del grande maestro di scherma Luigi Colombetti, fu allieva della scuola di Giuseppe Mangiarotti (cugino di Colombetti) presso la Società del Giardino, tempio della scherma milanese, della quale divenne figura di spicco.
Giovanissima fiorettista (il fioretto all'epoca era la sola arma concessa alle donne), conquistò il suo primo bronzo mondiale a 17 anni, al Campionato mondiale di Bruxelles 1953, con la nazionale italiana nella prova femminile a squadre; dopo questa vittoria dimostrò continuità di rendimento, ottenendo la medaglia d’argento nella prova a squadre del mondiale del 1954 in Lussemburgo, e successivamente il bronzo a squadre e l'argento individuale al mondiale del 1955 a Roma.
Al mondiale di Parigi, nel 1957, conquistò l'oro con la squadra femminile italiana.
In seguito, sempre a squadre fu bronzo ai mondiali di Buenos Aires, Danzica e Parigi, rispettivamente nel 1962, ’63 e ’65.
L'atleta partecipò ai Giochi Olimpici di Melbourne 1956, Roma 1960, Tokyo 1964 e Città del Messico 1968. In quelli di Roma vinse la medaglia di bronzo a squadre gareggiando a fianco di Irene Camber, Velleda Cesari, Claudia Pasini e Antonella Ragno-Lonzi.
Nella sua carriera sportiva si annoverano anche tre titoli italiani, conquistati negli anni 1955, 1958 e 1959.
Il 15 giugno 1971 venne insignita del titolo di Maestro di Scherma dall'Accademia nazionale di scherma. Divenne la prima insegnante e allenatrice (presso l'Associazione Schermistica del Piccolo Teatro) di suo nipote, lo spadista Alfredo Rota, successivamente oro olimpico a squadre a Sydney 2000.
Svolse quindi l'attività di segretaria presso il CONI, e di insegnante e allenatrice di scherma presso la sede CONI di via Cerva, nella sua Milano.
È morta a 72 anni nella sua città natale, pochi giorni prima dell'inizio di Pechino 2008, Olimpiadi dalle quali Alfredo Rota porterà a casa una medaglia di bronzo.

## Palmarès

### Risultati élite
In carriera ha ottenuto i seguenti risultati:
Giochi olimpici
Individuale
A squadre
- Bronzo nel fioretto a Roma 1960

Mondiali
Individuale
- Argento nel fioretto a Roma 1955

A squadre
- Oro nel fioretto a Parigi 1957
- Argento nel fioretto a Lussemburgo 1954
- Bronzo nel fioretto a Bruxelles 1953
- Bronzo nel fioretto a Roma 1955
- Bronzo nel fioretto a Buenos Aires 1962
- Bronzo nel fioretto a Danzica 1963
- Bronzo nel fioretto a Parigi 1965

Campionati italiani
Individuale
- Oro nel fioretto nel 1955
- Oro nel fioretto nel 1958
- Oro nel fioretto nel 1959

A squadre

### Risultati giovani
Mondiali giovani
Individuale
- Argento nel fioretto a Budapest 1955
- Argento nel fioretto a Varsavia 1957

A squadre